# كرة قدم الشارع

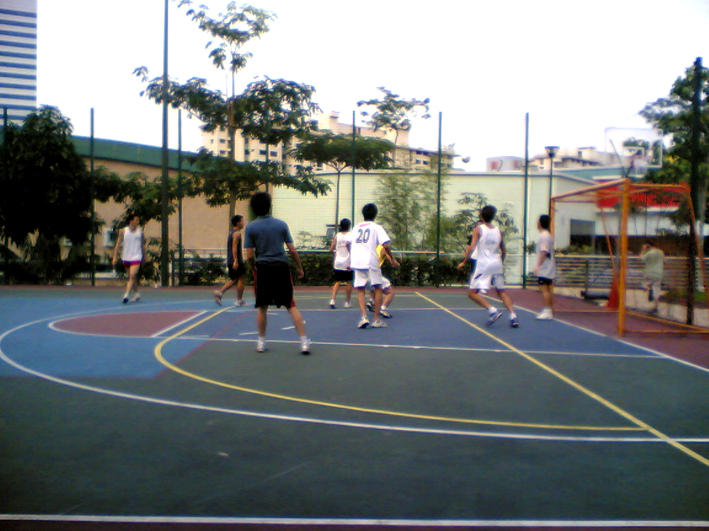
فتيان يلعبون كرة القدم في الحي

كرة القدم في الحي أو كرة القدم في الشارع (بالفرنسية: Football de rue)، هي نوع مختلف من كرة القدم، يتكون الفريق من 5 لاعبين، حارس و4 يلعبون داخل الميدان، مع إمكانية وجود لاعبين احتياط يدخلون بعد كل خمس دقائق يختارون من يخرجوا لينتظروا بدورهم خمس دقائق وهكذا.
الملعب يكون صغير عن المعتاد، والمرمى صغير أيضا.

## اللعب
زمن المبارة عادةً ما يكون 40 دقيقة، أي 20 دقيقة لكل شوط، والفائز هو من يسجل أكبر عدد من الأهداف في الأربعين دقيقة، يمكن لأحد الفريقين أن يوقف المبارة إذا أحس أنه خاسر أي إذا سجلت عليه أهداف كثيرة ولم يعد يرى باستطاعته تداركها.
الحكم يكون معروف لدى اللاعبين (قد يكونوا ينتمون لنفس الحي) وليس مشروط أن يكون خبيرا في مجال التحكيم، لكن إلمام بسيط بقواعد كرة القدم.

## قواعد كرة القدم في الحي

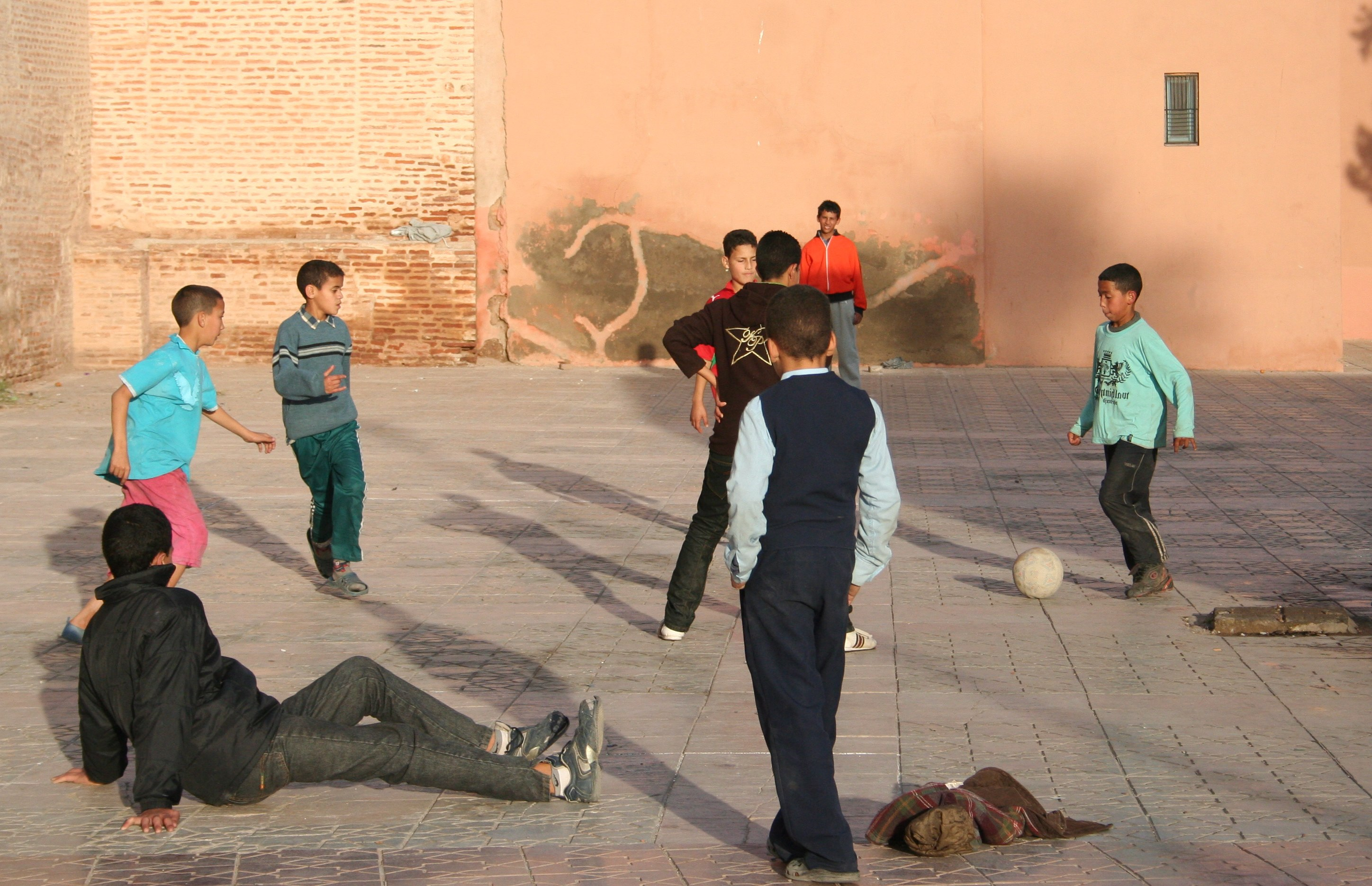
أطفال مغاربة يلعبون كرة القدم في الحي

• يجب توفر كرة قدم بسيطة ملائمة للحي ولأرضيته الخشنة عادة.
• عدم استعمال حارس المرمى ليده بعيدا من مرماه بمسافة متر تقريبا.
• لا وجود لتسلل.
• التماس يلعب بالرجل.
• ضربات الجزاء تلعب من وسط الميدان.
• الحكم هو سيد القرار.
• إذا خرجت الكرة من الملعب وعادت إليه بشيئ ما، اللعب يتواصل.
• احترام الفريق الخصم في وقت اللعب.
• الروح الرياضية والإحترام المتبادل بين اللاعبين.

## جمعيات من أجل كرة القدم في الحي
ظهرت جمعيات في العديد من الدول للحفاظ وتطوير هذا النوع من كرة القدم، لأنه يجمع شباب الحي، ويساهم في خلق علاقات اجتماعية مع شباب آخرين.

## بطولة العالم لكرة القدم في الحي
أجري سنة 2006 كأس العالم لمنتخبات الدول لكرة القدم في الحي، في برلين الألمانية، فازت بها كينيا وحلت جنوب أفريقيا ثانيا.
| البلد                                       | الترتيب |
| ------------------------------------------- | ------- |
| كينيا                                       | 1       |
| جنوب أفريقيا                                | 2       |
| بوليفيا                                     | 3       |
| السينغال                                    | 4       |
| البيرو                                      | 5       |
| البلقان (صربيا - البوسنة والهرسك - مقدونيا) | 6       |
| رواندا                                      | 7       |
| ألمانيا                                     | 8       |